# Astrotricha pterocarpa
Astrotricha pterocarpa là một loài thực vật có hoa trong Họ Cuồng. Loài này được Benth. mô tả khoa học đầu tiên năm 1867.